# Miguel Mambrilla
Miguel Mambrilla (Valladolid, 1 de enero de 1933 - ibídem, 29 de abril de 2013) fue un futbolista profesional español que jugaba en la demarcación de portero.

## Biografía
Miguel Mambrilla debutó en 1952 con el CD Logroñés, que en ese momento era filial del Valladolid. Más tarde, ya en 1956, se marchó al primer equipo del Real Valladolid CF a los 23 años de edad. Jugó durante dos temporadas con el club vallisoletano. Posteriormente fue traspasado al Cultural y Deportiva Leonesa, donde jugó un total de tres temporadas. Tras acabar contrato con el club leonés fichó durante una temporada con el CD Atlético Baleares, club donde se retiró en 1963 a los 30 años.
Miguel Mambrilla falleció el 29 de abril de 2013 a los 80 años de edad.

## Clubes
| Club                         | País   | Año         | Partidos | Goles |
| ---------------------------- | ------ | ----------- | -------- | ----- |
| CD Logroñés                  | España | 1952 - 1953 | 20       | 0     |
| Real Valladolid CF           | España | 1956 - 1958 | 6        | 0     |
| Cultural y Deportiva Leonesa | España | 1959 - 1962 | 77       | 0     |
| CD Atlético Baleares         | España | 1962 - 1963 | 25       | 0     |

## Palmarés
- Segunda División de España: 1958/1959 - Real Valladolid CF